# Schaal van Zeiss
De schaal van Zeiss is een oude methode waarmee de brekingsindex van een materiaal werd uitgedrukt. Tegenwoordig wordt deze met een eenheidsloos getal weergegeven. De volgende formule is door de Association of Official Analytical Chemists aangenomen en is algemeen aanvaard:
{\displaystyle n=1,327338+3,9347\cdot 10^{-4}Z-2,0446\cdot 10^{-7}Z^{2}}
Hierbij is n de eenheidsloze brekingsindex en Z de waarde op de schaal van Zeiss.
De schaal van Zeiss loopt van –5 tot 105, dit komt overeen met een brekingsindex van 1,32539 tot 1,36640.